# 玉川郵便局
玉川郵便局（たまがわゆうびんきょく）は東京都世田谷区にある郵便局。民営化前の分類では集配普通郵便局であった。

## 概要
住所：〒158-8799 東京都世田谷区等々力8-22-1

## 沿革
- 1950年（昭和25年）9月16日 - 世田谷郵便局等々力分室として開設。
- 1951年（昭和26年）4月11日 - 世田谷郵便局等々力分室を廃止。同分室の業務を引き継ぎ、等々力郵便局として開局[1]。
- 1952年（昭和27年）5月1日 - 東京玉川郵便局に改称[2]。
- 1955年（昭和30年）9月1日 - 玉川郵便局に改称。
- 1956年（昭和31年）12月1日 - 電話通話事務の取扱を開始。
- 1957年（昭和32年）2月25日 - 和文電報受付事務の取扱を開始。
- 1960年（昭和35年）6月 - 新局舎落成。
- 1981年（昭和56年）8月31日 - 世田谷区中町二丁目から同区等々力八丁目に移転。
- 1998年（平成10年）9月1日 - 外国通貨の両替および旅行小切手の売買に関する業務取扱を開始。
- 2007年（平成19年）10月1日 - 民営化に伴い、併設された郵便事業玉川支店に一部業務を移管。
- 2012年（平成24年）10月1日 - 日本郵便株式会社の発足に伴い、郵便事業玉川支店を玉川郵便局に統合。
- 2017年（平成29年）2月6日 - ゆうゆう窓口の24時間営業を廃止。

## 取扱内容
- 郵便、印紙、ゆうパック、内容証明
- 貯金、為替、振替、振込、国際送金、外貨両替、国債、投資信託
- 生命保険、バイク自賠責保険、自動車保険、変額年金保険
- ゆうちょ銀行ATM
- 世田谷区内の一部地域（〒158-xxxx）の集配業務
- ゆうゆう窓口

## 周辺
- 日本体育大学・女子短期大学部
- 東京都市大学等々力キャンパス・等々力中学校・高等学校
- 東京都立園芸高等学校
- 玉川警察署
- 玉川消防署

## アクセス
- 東急大井町線 等々力駅から徒歩約13分
- 東急バス 園芸高校前停留所下車
- 東名高速道路 東京ICから南東へ約2.5km、第三京浜道路 玉川ICから北東へ約1.5km
- 首都高渋谷線 三軒茶屋出入口から南西へ約4km
- 駐車場あり：14台